# Pygments
Pygments是一个语法高亮工具，使用Python编程语言实现。目前Pygments支持超过300种语言或文本格式的语法高亮。Pygments同时也曾被GitHub、Bitbucket、Phabricator等著名项目用作于其语法高亮工具。